# Осек-Гурни (Мазовецьке воєводство)
Осек-Гурни (пол. Osiek Górny) — село в Польщі, у гміні Голимін-Осьродек Цехановського повіту Мазовецького воєводства.
Населення — 120 осіб (2011).
У 1975-1998 роках село належало до Цехановського воєводства.

## Демографія
Демографічна структура станом на 31 березня 2011 року:
|          | Загалом | Допрацездатний вік | Працездатний вік | Постпрацездатний вік |
| -------- | ------- | ------------------ | ---------------- | -------------------- |
| Чоловіки | 56      | 6                  | 46               | 4                    |
| Жінки    | 64      | 12                 | 38               | 14                   |
| Разом    | 120     | 18                 | 84               | 18                   |